# 末世纪暴潮
《末世纪暴潮》（英語：Strange Days）是一部1995年的美国赛博朋克科幻惊悚电影，由嘉芙蓮·碧格露执导，占士·金馬倫和傑伊·庫克斯編劇，金馬倫和史蒂文-查爾斯·賈菲監製。主演有賴夫·費恩斯、安琪拉·貝瑟、茱莉葉·路易絲和湯姆·塞茲摩爾。该片在商业上失败了，国内票房收入只占投资的小部分，但由于它的反乌托邦和赛博朋克主题，后来慢慢被视为一部邪典电影。

## 演員
- 賴夫·費恩斯 飾演 Lenny Nero
- 安琪拉·貝瑟 飾演 Lornette "Mace" Mason
- 茱莉葉·路易絲 飾演 Faith Justin
- 湯姆·塞茲摩爾 飾演 Max Peltier
- 文森·唐諾佛利歐 飾演 Burton Steckler
- 麥可·溫考特（英语：Michael Wincott） 飾演 Philo Gant
- Brigitte Bako（英语：Brigitte Bako） 飾演 Iris
- 威廉·菲德內爾 飾演 Dwayne Engelman
- 葛連·普魯曼（英语：Glenn Plummer） 飾演 Jeriko One
- 理查德·艾迪臣（英语：Richard Edson） 飾演 Tick
- 約瑟夫·薩默爾（英语：Josef Sommer） 飾演 Palmer Strickland
- Louise Lecavalier（英语：Louise Lecavalier） 飾演 Cindy 'Vita' Minh

## 製作
主體拍攝於1994年6月6日開始，於洛杉矶進行製作。